# Salomé Melia
Salomé Melia est une joueuse d'échecs géorgienne née le 14 avril 1987 à Batoumi.
Au 1er octobre 2016, Melia est la numéro six géorgienne et la 67e joueuse mondiale avec un classement Elo de 2 393.

## Titres individels
Maître international (titre mixte) depuis 2008, elle a remporté le championnat de Géorgie féminin en 2008 et 2010, la médaille d'argent au championnat d'Europe féminin de 2013 et la médaille de bronze en 2014.

## Compétitions par équipe
Melia a représenté la Géorgie lors de trois championnats du monde par équipe féminine (en 2011, 2013 et 2015), remportant la médaille d'or par équipe en 2015, la médaille de bronze par équipe en 2011, ainsi qu'une médaille de bronze et une médaille d'or individuelle en 2011 et 2015.
Elle a participé au championnat d'Europe par équipe féminine de 2011 (médaille de bronze individuelle et par équipe) ainsi qu'à trois olympiades féminines (en 2010, 2014 et 2016), remportant la médaille d'argent individuelle au troisième échiquier en 2010 et la médaille de bronze par équipe la même année.